# Tournoi de Dubaï de rugby à sept 2000
Navigation
1999 2002
Le Tournoi de Dubaï de rugby à sept 2000 (anglais : Dubai rugby sevens 2000) est la 2e étape la saison 2000-2001 du IRB Sevens World Series. Elle se déroule les 23 et 24 novembre 2000 au Dubai Exiles Rugby Ground à Dubai.
La victoire finale revient à l'équipe Nouvelle-Zélande, battant en finale l'équipe Fidji sur le score de 38 à 12.

## Équipes participantes
Seize équipes participent au tournoi :
- Afrique du Sud
- Angleterre
- Argentine
- Australie
- Canada
- Fidji
- Pays de Galles
- Géorgie
- Hong Kong
- Irlande
- Kenya
- Maroc
- Nouvelle-Zélande
- Pays du Golfe
- Samoa
- Zimbabwe

## Phase de poules

### Poule A
| Rang | Pays             | J | V | N | D | Pm  | Pe  | Diff | Pts |
| ---- | ---------------- | - | - | - | - | --- | --- | ---- | --- |
| 1    | Nouvelle-Zélande | 3 | 3 | 0 | 0 | 136 | 17  | +119 | 9   |
| 2    | Angleterre       | 3 | 2 | 0 | 1 | 65  | 52  | +13  | 7   |
| 3    | Géorgie          | 3 | 1 | 0 | 2 | 53  | 92  | -39  | 5   |
| 4    | Pays du Golfe    | 3 | 0 | 0 | 3 | 7   | 100 | -93  | 3   |

|  | Nouvelle-Zélande | 40 - 7 | Angleterre | Dubai Exiles Rugby Ground, Dubai |
|  |                  |        |            | Dubai Exiles Rugby Ground, Dubai |
|  |                  |        |            | Dubai Exiles Rugby Ground, Dubai |

|  | Géorgie | 31 - 7 | Pays du Golfe | Dubai Exiles Rugby Ground, Dubai |
|  |         |        |               | Dubai Exiles Rugby Ground, Dubai |
|  |         |        |               | Dubai Exiles Rugby Ground, Dubai |

|  | Angleterre | 31 - 12 | Géorgie | Dubai Exiles Rugby Ground, Dubai |
|  |            |         |         | Dubai Exiles Rugby Ground, Dubai |
|  |            |         |         | Dubai Exiles Rugby Ground, Dubai |

|  | Nouvelle-Zélande | 42 - 0 | Pays du Golfe | Dubai Exiles Rugby Ground, Dubai |
|  |                  |        |               | Dubai Exiles Rugby Ground, Dubai |
|  |                  |        |               | Dubai Exiles Rugby Ground, Dubai |

|  | Angleterre | 27 - 0 | Pays du Golfe | Dubai Exiles Rugby Ground, Dubai |
|  |            |        |               | Dubai Exiles Rugby Ground, Dubai |
|  |            |        |               | Dubai Exiles Rugby Ground, Dubai |

|  | Nouvelle-Zélande | 54 - 10 | Géorgie | Dubai Exiles Rugby Ground, Dubai |
|  |                  |         |         | Dubai Exiles Rugby Ground, Dubai |
|  |                  |         |         | Dubai Exiles Rugby Ground, Dubai |

### Poule B
| Rang | Pays      | J | V | N | D | Pm  | Pe  | Diff | Pts |
| ---- | --------- | - | - | - | - | --- | --- | ---- | --- |
| 1    | Fidji     | 3 | 3 | 0 | 0 | 132 | 5   | +127 | 9   |
| 2    | Argentine | 3 | 2 | 0 | 1 | 55  | 66  | -11  | 7   |
| 3    | Irlande   | 3 | 1 | 0 | 2 | 43  | 101 | -58  | 5   |
| 4    | Maroc     | 3 | 0 | 0 | 3 | 33  | 91  | -58  | 3   |

|  | Fidji | 33 - 5 | Argentine | Dubai Exiles Rugby Ground, Dubai |
|  |       |        |           | Dubai Exiles Rugby Ground, Dubai |
|  |       |        |           | Dubai Exiles Rugby Ground, Dubai |

|  | Irlande | 24 - 19 | Maroc | Dubai Exiles Rugby Ground, Dubai |
|  |         |         |       | Dubai Exiles Rugby Ground, Dubai |
|  |         |         |       | Dubai Exiles Rugby Ground, Dubai |

|  | Argentine | 26 - 19 | Irlande | Dubai Exiles Rugby Ground, Dubai |
|  |           |         |         | Dubai Exiles Rugby Ground, Dubai |
|  |           |         |         | Dubai Exiles Rugby Ground, Dubai |

|  | Fidji | 43 - 0 | Maroc | Dubai Exiles Rugby Ground, Dubai |
|  |       |        |       | Dubai Exiles Rugby Ground, Dubai |
|  |       |        |       | Dubai Exiles Rugby Ground, Dubai |

|  | Argentine | 24 - 14 | Maroc | Dubai Exiles Rugby Ground, Dubai |
|  |           |         |       | Dubai Exiles Rugby Ground, Dubai |
|  |           |         |       | Dubai Exiles Rugby Ground, Dubai |

|  | Fidji | 56 - 0 | Irlande | Dubai Exiles Rugby Ground, Dubai |
|  |       |        |         | Dubai Exiles Rugby Ground, Dubai |
|  |       |        |         | Dubai Exiles Rugby Ground, Dubai |

### Poule C
| Rang | Pays      | J | V | N | D | Pm  | Pe  | Diff | Pts |
| ---- | --------- | - | - | - | - | --- | --- | ---- | --- |
| 1    | Australie | 3 | 3 | 0 | 0 | 128 | 5   | +123 | 9   |
| 2    | Samoa     | 3 | 2 | 0 | 1 | 75  | 41  | +34  | 7   |
| 3    | Hong Kong | 3 | 1 | 0 | 2 | 33  | 101 | -68  | 5   |
| 4    | Kenya     | 3 | 0 | 0 | 3 | 17  | 106 | -89  | 3   |

|  | Australie | 29 - 0 | Samoa | Dubai Exiles Rugby Ground, Dubai |
|  |           |        |       | Dubai Exiles Rugby Ground, Dubai |
|  |           |        |       | Dubai Exiles Rugby Ground, Dubai |

|  | Hong Kong | 21 - 12 | Kenya | Dubai Exiles Rugby Ground, Dubai |
|  |           |         |       | Dubai Exiles Rugby Ground, Dubai |
|  |           |         |       | Dubai Exiles Rugby Ground, Dubai |

|  | Samoa | 35 - 12 | Hong Kong | Dubai Exiles Rugby Ground, Dubai |
|  |       |         |           | Dubai Exiles Rugby Ground, Dubai |
|  |       |         |           | Dubai Exiles Rugby Ground, Dubai |

|  | Australie | 45 - 5 | Kenya | Dubai Exiles Rugby Ground, Dubai |
|  |           |        |       | Dubai Exiles Rugby Ground, Dubai |
|  |           |        |       | Dubai Exiles Rugby Ground, Dubai |

|  | Samoa | 40 - 0 | Kenya | Dubai Exiles Rugby Ground, Dubai |
|  |       |        |       | Dubai Exiles Rugby Ground, Dubai |
|  |       |        |       | Dubai Exiles Rugby Ground, Dubai |

|  | Australie | 54 - 0 | Hong Kong | Dubai Exiles Rugby Ground, Dubai |
|  |           |        |           | Dubai Exiles Rugby Ground, Dubai |
|  |           |        |           | Dubai Exiles Rugby Ground, Dubai |

### Poule D
| Rang | Pays           | J | V | N | D | Pm | Pe | Diff | Pts |
| ---- | -------------- | - | - | - | - | -- | -- | ---- | --- |
| 1    | Zimbabwe       | 3 | 3 | 0 | 0 | 83 | 55 | +28  | 9   |
| 2    | Afrique du Sud | 3 | 2 | 0 | 1 | 76 | 57 | +19  | 7   |
| 3    | Canada         | 3 | 1 | 0 | 2 | 67 | 63 | +4   | 5   |
| 4    | Pays de Galles | 3 | 0 | 0 | 3 | 40 | 91 | -51  | 3   |

|  | Afrique du Sud | 28 - 17 | Canada | Dubai Exiles Rugby Ground, Dubai |
|  |                |         |        | Dubai Exiles Rugby Ground, Dubai |
|  |                |         |        | Dubai Exiles Rugby Ground, Dubai |

|  | Zimbabwe | 36 - 12 | Pays de Galles | Dubai Exiles Rugby Ground, Dubai |
|  |          |         |                | Dubai Exiles Rugby Ground, Dubai |
|  |          |         |                | Dubai Exiles Rugby Ground, Dubai |

|  | Canada | 31 - 14 | Pays de Galles | Dubai Exiles Rugby Ground, Dubai |
|  |        |         |                | Dubai Exiles Rugby Ground, Dubai |
|  |        |         |                | Dubai Exiles Rugby Ground, Dubai |

|  | Zimbabwe | 26 - 24 | Afrique du Sud | Dubai Exiles Rugby Ground, Dubai |
|  |          |         |                | Dubai Exiles Rugby Ground, Dubai |
|  |          |         |                | Dubai Exiles Rugby Ground, Dubai |

|  | Zimbabwe | 21 - 19 | Canada | Dubai Exiles Rugby Ground, Dubai |
|  |          |         |        | Dubai Exiles Rugby Ground, Dubai |
|  |          |         |        | Dubai Exiles Rugby Ground, Dubai |

|  | Afrique du Sud | 24 - 14 | Pays de Galles | Dubai Exiles Rugby Ground, Dubai |
|  |                |         |                | Dubai Exiles Rugby Ground, Dubai |
|  |                |         |                | Dubai Exiles Rugby Ground, Dubai |

## Phase finale
Résultats de la phase finale

### Tournois principaux

#### Cup
|  | Quarts de finale | Quarts de finale |                  |    | Demi-finales | Demi-finales |  |  | Finale | Finale |
|  | Quarts de finale | Quarts de finale |                  |    | Demi-finales | Demi-finales |  |  | Finale | Finale |
|  |                  |                  |                  |    |              |              |  |  |        |        |
|  |                  |                  |                  |    |              |              |  |  |        |        |
|  |                  |                  |                  |    |              |              |  |  |        |        |
|  | Nouvelle-Zélande | 33               |                  |    |              |              |  |  |        |        |
|  | Nouvelle-Zélande | 33               |                  |    |              |              |  |  |        |        |
|  | Argentine        | 7                |                  |    |              |              |  |  |        |        |
|  | Argentine        | 7                | Nouvelle-Zélande | 26 |              |              |  |  |        |        |
|  |                  |                  | Nouvelle-Zélande | 26 |              |              |  |  |        |        |
|  |                  | Samoa            | 0                |    |              |              |  |  |        |        |
|  | Samoa            | Samoa            | 0                | 33 |              |              |  |  |        |        |
|  | Samoa            |                  |                  | 33 |              |              |  |  |        |        |
|  | Zimbabwe         | 10               |                  |    |              |              |  |  |        |        |
|  | Zimbabwe         | 10               | Nouvelle-Zélande | 38 |              |              |  |  |        |        |
|  |                  |                  | Nouvelle-Zélande | 38 |              |              |  |  |        |        |
|  |                  | Fidji            | 12               |    |              |              |  |  |        |        |
|  | Fidji            | Fidji            | 12               | 43 |              |              |  |  |        |        |
|  | Fidji            |                  |                  | 43 |              |              |  |  |        |        |
|  | Angleterre       | 0                |                  |    |              |              |  |  |        |        |
|  | Angleterre       | 0                | Fidji            | 31 |              |              |  |  |        |        |
|  |                  |                  | Fidji            | 31 |              |              |  |  |        |        |
|  |                  | Australie        | 12               |    |              |              |  |  |        |        |
|  | Australie        | Australie        | 12               | 26 |              |              |  |  |        |        |
|  | Australie        |                  |                  | 26 |              |              |  |  |        |        |
|  | Afrique du Sud   | 12               |                  |    |              |              |  |  |        |        |
|  | Afrique du Sud   | 12               |                  |    |              |              |  |  |        |        |

#### Bowl
|  | Quarts de finale | Quarts de finale |         |    | Demi-finales | Demi-finales |  |  | Finale | Finale |
|  | Quarts de finale | Quarts de finale |         |    | Demi-finales | Demi-finales |  |  | Finale | Finale |
|  |                  |                  |         |    |              |              |  |  |        |        |
|  |                  |                  |         |    |              |              |  |  |        |        |
|  |                  |                  |         |    |              |              |  |  |        |        |
|  | Irlande          | 41               |         |    |              |              |  |  |        |        |
|  | Irlande          | 41               |         |    |              |              |  |  |        |        |
|  | Pays du Golfe    | 17               |         |    |              |              |  |  |        |        |
|  | Pays du Golfe    | 17               | Irlande | 19 |              |              |  |  |        |        |
|  |                  |                  | Irlande | 19 |              |              |  |  |        |        |
|  |                  | Pays de Galles   | 17      |    |              |              |  |  |        |        |
|  | Pays de Galles   | Pays de Galles   | 17      | 19 |              |              |  |  |        |        |
|  | Pays de Galles   |                  |         | 19 |              |              |  |  |        |        |
|  | Hong Kong        | 12               |         |    |              |              |  |  |        |        |
|  | Hong Kong        | 12               | Irlande | 27 |              |              |  |  |        |        |
|  |                  |                  | Irlande | 27 |              |              |  |  |        |        |
|  |                  | Maroc            | 19      |    |              |              |  |  |        |        |
|  | Maroc            | Maroc            | 19      | 12 |              |              |  |  |        |        |
|  | Maroc            |                  |         | 12 |              |              |  |  |        |        |
|  | Géorgie          | 7                |         |    |              |              |  |  |        |        |
|  | Géorgie          | 7                | Maroc   | 14 |              |              |  |  |        |        |
|  |                  |                  | Maroc   | 14 |              |              |  |  |        |        |
|  |                  | Canada           | 10      |    |              |              |  |  |        |        |
|  | Canada           | Canada           | 10      | 38 |              |              |  |  |        |        |
|  | Canada           |                  |         | 38 |              |              |  |  |        |        |
|  | Kenya            | 7                |         |    |              |              |  |  |        |        |
|  | Kenya            | 7                |         |    |              |              |  |  |        |        |

### Matchs de classement

#### Plate
|  | Demi-finales   | Demi-finales |                |    | Finale | Finale |
|  | Demi-finales   | Demi-finales |                |    | Finale | Finale |
|  |                |              |                |    |        |        |
|  |                |              |                |    |        |        |
|  |                |              |                |    |        |        |
|  | Afrique du Sud | 45           |                |    |        |        |
|  | Afrique du Sud | 45           |                |    |        |        |
|  | Angleterre     | 0            |                |    |        |        |
|  | Angleterre     | 0            | Afrique du Sud | 14 |        |        |
|  |                |              | Afrique du Sud | 14 |        |        |
|  |                | Argentine    | 12             |    |        |        |
|  | Argentine      | Argentine    | 12             | 24 |        |        |
|  | Argentine      |              |                | 24 |        |        |
|  | Zimbabwe       | 12           |                |    |        |        |
|  | Zimbabwe       | 12           |                |    |        |        |

## Bilan
Statistiques sportives
- Meilleur marqueur du tournoi :
- Meilleur réalisateur du tournoi :

Affluences